# Кэйо (нэнго)
Кэйо (яп. 慶応 кэйо:, радостное согласие) — девиз правления (нэнго) японских императоров Комэя и Мэйдзи, использовавшийся с 1865 по 1868 год.

## Продолжительность
Начало и конец эры:
- 7-й день 4-й луны 2-го года Гэндзи (по григорианскому календарю — 1 мая 1865);
- 8-й день 9-й луны 4-го года Кэйо (по григорианскому календарю — 23 октября 1868).

## Происхождение
Название нэнго было заимствовано из 10-го цзюаня древнекитайского сочинения Вэньсюань:「慶雲応輝、皇階授木」.

## События
- 1867 год (3-й год Кэйо) — падение сёгуната Токугава, окончание 700-летней эпохи правления воинского сословия[7];
- 1868 год (4-й год Кэйо) — вышел Указ о реставрации императорского правления;
- 1868 год (4-й год Кэйо) — начало гражданской войны Босин;
- 1868 год (4-й год Кэйо) — город Эдо переименован в «Токио» («Восточная столица»), туда же переезжает император;
- 1868 год (4-й год Кэйо) — основан Университет Кэйо.

## Сравнительная таблица
Ниже представлена таблица соответствия японского традиционного и европейского летосчисления. В скобках к номеру года японской эры указано название соответствующего года из 60-летнего цикла китайской системы гань-чжи. Японские месяцы традиционно названы лунами.
| 1-й год Кэйо (Деревянный Бык)  | 1-я луна        | 2-я луна*  | 3-я луна* | 4-я луна  | 5-я луна*              | 5-я луна (високосная) | 6-я луна*  | 7-я луна   | 8-я луна    | 9-я луна*  | 10-я луна | 11-я луна     | 12-я луна*     |
| ------------------------------ | --------------- | ---------- | --------- | --------- | ---------------------- | --------------------- | ---------- | ---------- | ----------- | ---------- | --------- | ------------- | -------------- |
| Григорианский календарь        | 27 января 1865  | 26 февраля | 27 марта  | 25 апреля | 25 мая                 | 23 июня               | 23 июля    | 21 августа | 20 сентября | 20 октября | 18 ноября | 18 декабря    | 17 января 1866 |
| Юлианский календарь            | 15 января 1865  | 14 февраля | 15 марта  | 13 апреля | 13 мая                 | 11 июня               | 11 июля    | 9 августа  | 8 сентября  | 8 октября  | 6 ноября  | 6 декабря     | 5 января 1866  |
| 2-й год Кэйо (Огненный Тигр)   | 1-я луна        | 2-я луна*  | 3-я луна  | 4-я луна* | 5-я луна*              | 6-я луна*             | 7-я луна   | 8-я луна   | 9-я луна*   | 10-я луна  | 11-я луна | 12-я луна     |                |
| Григорианский календарь        | 15 февраля 1866 | 17 марта   | 15 апреля | 15 мая    | 13 июня                | 12 июля               | 10 августа | 9 сентября | 9 октября   | 7 ноября   | 7 декабря | 6 января 1867 |                |
| Юлианский календарь            | 3 февраля 1866  | 5 марта    | 3 апреля  | 3 мая     | 1 июня                 | 30 июня               | 29 июля    | 28 августа | 27 сентября | 26 октября | 25 ноября | 25 декабря    |                |
| 3-й год Кэйо (Огненный Кролик) | 1-я луна*       | 2-я луна   | 3-я луна* | 4-я луна  | 5-я луна*              | 6-я луна*             | 7-я луна*  | 8-я луна   | 9-я луна*   | 10-я луна  | 11-я луна | 12-я луна     |                |
| Григорианский календарь        | 5 февраля 1867  | 6 марта    | 5 апреля  | 4 мая     | 3 июня                 | 2 июля                | 31 июля    | 29 августа | 28 сентября | 27 октября | 26 ноября | 26 декабря    |                |
| Юлианский календарь            | 24 января 1867  | 22 февраля | 24 марта  | 22 апреля | 22 мая                 | 20 июня               | 19 июля    | 17 августа | 16 сентября | 15 октября | 14 ноября | 14 декабря    |                |
| 4-й год Кэйо (Земляной Дракон) | 1-я луна*       | 2-я луна   | 3-я луна  | 4-я луна* | 4-я луна* (високосная) | 5-я луна              | 6-я луна*  | 7-я луна*  | 8-я луна    | 9-я луна*  | 10-я луна | 11-я луна     | 12-я луна*     |
| Григорианский календарь        | 25 января 1868  | 23 февраля | 24 марта  | 23 апреля | 22 мая                 | 20 июня               | 20 июля    | 18 августа | 16 сентября | 16 октября | 14 ноября | 14 декабря    | 13 января 1869 |
| Юлианский календарь            | 13 января 1868  | 11 февраля | 12 марта  | 11 апреля | 10 мая                 | 8 июня                | 8 июля     | 6 августа  | 4 сентября  | 4 октября  | 2 ноября  | 2 декабря     | 1 января 1869  |

* звёздочкой отмечены короткие месяцы (луны) продолжительностью 29 дней. Остальные месяцы длятся 30 дней.